# Bonzie Colson
Bonzie Alexander Colson II (Washington D. C., 12 de enero de 1996) es un baloncestista estadounidense que pertenece a la plantilla del Fenerbahçe Beko de la BSL turca. Con 1,98 metros de estatura, juega en la posición de ala-pívot.

## Trayectoria deportiva

### Universidad
Jugó cuatro temporadas con los Fighting Irish de la Universidad de Notre Dame, en las que promedió 13,1 puntos, 7,2 rebotes, 1,2 tapones y 1,0 asistencias por partido. En su temporada júnior Colson lideró a su equipo en anotación, y además lideró la Atlantic Coast Conference en rebotes, con 10,1 por partido, convirtiéndose en el primer jugador desde 1958 que lo lograba midiendo menos de dos metros es estatura. Ese año fue además incluido en el mejor quinteto de la conferencia.

### Profesional
Tras no ser elegido en el Draft de la NBA de 2018, jugó las Ligas de Verano de la NBA con Cleveland Cavaliers, donde en dos partidos promedió 4,5 puntos y 4,5 rebotes. El 18 de septiembre firmó contrato con los Cavs para disputar la pretemporada, pero tras ser cortado acabó en el filial de la G League, los Canton Charge.
El 15 de enero de 2019 firmó un contrato dual con Milwaukee Bucks de la NBA, y los Wisconsin Herd de la G League.
El 10 de julio de 2021, firma por el Pınar Karşıyaka de la BSL turca.
El 22 de junio de 2022, firma por el Maccabi Tel Aviv Basketball Club de la Ligat Winner.
El 28 de julio de 2024 firmó con el Fenerbahçe Beko de la Basketbol Süper Ligi turca.

### Redes sociales
- Bonzie Colson en Facebook
- Bonzie Colson en X (antes Twitter)
- Bonzie Colson en Instagram

- Datos: Q28935440
- Multimedia: Bonzie Colson / Q28935440